# 6 يوليو
- السبت
- الأحد
- الاثنين
- الثلاثاء
- الأربعاء
- الخميس
- الجمعة

- 283 محرم 1447  هـ
- 294 محرم 1447  هـ
- 305 محرم 1447  هـ
- 16 محرم 1447  هـ
- 27 محرم 1447  هـ
- 38 محرم 1447  هـ
- 49 محرم 1447  هـ
- 510 محرم 1447  هـ
- 611 محرم 1447  هـ
- 712 محرم 1447  هـ
- 813 محرم 1447  هـ
- 914 محرم 1447  هـ
- 1015 محرم 1447  هـ
- 1116 محرم 1447  هـ
- 1217 محرم 1447  هـ
- 1318 محرم 1447  هـ
- 1419 محرم 1447  هـ
- 1520 محرم 1447  هـ
- 1621 محرم 1447  هـ
- 1722 محرم 1447  هـ
- 1823 محرم 1447  هـ
- 1924 محرم 1447  هـ
- 2025 محرم 1447  هـ
- 2126 محرم 1447  هـ
- 2227 محرم 1447  هـ
- 2328 محرم 1447  هـ
- 2429 محرم 1447  هـ
- 2530 محرم 1447  هـ
- 261 صفر 1447  هـ
- 272 صفر 1447  هـ
- 283 صفر 1447  هـ
- 294 صفر 1447  هـ
- 305 صفر 1447  هـ
- 316 صفر 1447  هـ
- 17 صفر 1447  هـ

6 يوليو أو 6 تمُّوز أو 6 يوليه أو يوم 6 \ 7 (اليوم السادس من الشهر السابع) هو اليوم السابع والثمانون بعد المئة (187) من السنوات البسيطة، أو اليوم الثامن والثمانون بعد المئة (188) من السنوات الكبيسة وفقًا للتقويم الميلادي الغربي (الغريغوري). يبقى بعده 178 يوما لانتهاء السنة.

## الأحداث
- 1483 - تتويج ريتشارد الثالث ملكًا على إنجلترا.
- 1484 - البحار البرتغالي ديوغو كاو يكتشف مصب نهر الكونغو.
- 1495 - نشوب معركة فورنوفو بين شارل الثامن ملك فرنسا و«تحالف الرابطة المقدسة»، وهي آخر معركة شنها شارل الثامن في حملته على إيطاليا.
- 1560 - التوقيع على «اتفاقية إديمبورغ» بين اسكتلندا وإنجلترا.
- 1573 - تأسيس مدينة قرطبة الأرجنتينية على يد المستكشف الإسباني خيرونيمو لويس دي كابريرا.
- 1609 - إقرار قانون في بوهيميا تضمن بموجبه حرية ممارسة الأديان والمعتقدات على أراضيها.
- 1630 - إنزال 4000 جندي سويدي بقيادة غوستافوس أدولفوس على الشواطئ الشرقية لبروسيا في إطار حرب الثلاثين عام.
- 1785 - اختيار الدولار كعملة للولايات المتحدة بالإجماع.
- 1799 - بداية مسيرة 25000 مقاتل من السيخ بقيادة رانجيت سينغ باتجاه لاهور.
- 1801 - نشوب «معركة الجزيراس» البحرية بين الأسطول الفرنسي والأسطول الملكي البريطاني.
- 1885 - لوي باستير ينجح في اختبار لقاحه ضد داء الكلب على طفل مصاب بالمرض.
- 1893 - إعصار قوي يضرب ولاية آيوا أدى إلى تدمير شبه كامل للبلدة الصغيرة في الولاية ووفاة 71 شخص وجرح 200 آخرين.
- 1917 - القوات العربية بقيادة الضابط البريطاني توماس إدوارد لورنس، تستولي على ميناء العقبة بعدما كان تحت يد العثمانيين.
- 1923 - قوات الإمام يحيى حميد الدين تنجح في قمع حركات بعض المشايخ الانفصالية؛ وأصدر أوامره إلى قواته بالتوجه صوب المحميات العدنية؛ ليرغم بريطانيا على فك حصارها عن البحر الأحمر ، واستولت قوات الإمام على أراضي سلطنة القعيطي، وإقليم البيضاء الواقع إلى الشرق من عدن.
- 1939 - إغلاق جميع المؤسسات التي يملكها يهود بألمانيا.
- 1940 - اغتيال السياسي السوري الدكتور عبد الرحمن الشهبندر.
- 1964 - استقلال مالاوي عن المملكة المتحدة.
- 1966 - الإعلان عن قيام جمهورية مالاوي وذلك بعد عامين من استقلالها.
- 1967 - القوات النيجيرية تغزو جمهورية بيافرا التي انفصلت عن فيدرالية نيجيريا معلنة بذلك بداية «الحرب البيافرية» والتي دامت حوالي ثلاث سنوات.
- 1975 - إعلان استقلال جزر القمر عن فرنسا.
- 1988 - كارلوس ساليناس يفوز في الانتخابات الرئاسية في المكسيك.
- 2005 - اللجنة الأولمبية الدولية تعلن عن اختيار مدينة لندن لاحتضان الألعاب الأولمبية الصيفية لسنة 2012.
- 2016 - لجنة تشيلكوت تنشر تقريرًا ينتقد مشاركة المملكة المتحدة بغزو العراق سنة 2003.
- 2017 -
  - قائد الجيش الليبي المشير خليفة حفتر يُعلن في خطابٍ مُوجَّه إلى الشعب الليبي سيطرة الجيش على مدينة بنغازي بشكلٍ كامل مُختتمًا بذلك حملة استمرَّت ثلاثة أعوام لإعادة السيطرة على المدينة.
  - مُنظمة الأُمم المُتحدة لِلتربية والعلم والثقافة (اليونسكو) تُدرج البلدة القديمة في مدينة الخليل والمسجد الإبراهيمي على قائمة التراث العالمي المهدد بالخطر بعد أن حصلا على أغلبية أصوات الدول المشاركة في التصويت.
- 2018 -
  - اليابان تعدم أساهارا شوكو العقل المدبر للهجوم بغاز السارين على مترو أنفاق طوكيو سنة 1995، وزعيم ومؤسس جماعة أوم شنريكيو الدينية.
  - المحكمة العليا الباكستانية تُصدر حُكمًا بالسجن لِعشر سنوات على رئيس الوزراء الأسبق نوَّاز شريف وكذلك على ابنته (لِسبع سنوات) وصهره (سنة واحدة) بعد إدانتهم بالفساد السياسي والإداري.
  - الصين والولايات المتحدة تفرضان رسوماً تجارية على منتجات بعضهما البعض بقيمة 34 مليار أمريكي.
- 2024 - فوز الإصلاحي مسعود بزشكيان في الانتخابات الرئاسية الإيرانية، حيث حصل على 54% من الأصوات، وبلغت نسبة المشاركة 49.68%.

## مواليد
- 1736 - دانيال مورغان، قائد عسكري أمريكي.
- 1864 - ماكسيميليان إمبراطور المكسيك.
- 1781 - توماس ستامفورد رافلز، مؤسس سنغافورة.
- 1796 - نيكولاي الأول، إمبراطور روسيا.
- 1818 - أدولف أندرسن، لاعب شطرنج ألماني.
- 1859 - فرنر فون هايدنستام، كاتب سويدي حاصل على جائزة نوبل في الأدب عام 1916.
- 1878 - إينو لينو، شاعر فنلندي.
- 1903 - هوغو تيورل، طبيب سويدي حاصل على جائزة نوبل في الطب عام 1955.
- 1907 - فريدا كاهلو، رسامة مكسيكية.
- 1918 - زوزو نبيل، ممثلة مصرية.
- 1921 - نانسي ريغان، زوجة رونالد ريغان الرئيس الأربعين للولايات المتحدة الأمريكية.
- 1931 - إملي نصر الله، أديبة لبنانية.
- 1932 - نادية سيف النصر، ممثلة مصرية.
- 1935 - تينزن غياتسو، الدالاي لاما الرابع عشر حاصل على جائزة نوبل للسلام عام 1989.
- 1940 - نور سلطان نزارباييف، رئيس كازاخستان.
- 1944 - حمد ناصر، ممثل كويتي.
- 1946 -
  - جورج بوش الابن، رئيس الولايات المتحدة.
  - سيلفستر ستالون، ممثل أمريكي.
- 1948 - وديع سعادة، شاعر وصحفي لبناني أسترالي.
- 1951 - جيوفري راش، ممثل أسترالي.
- 1952 - عدي شامير، عالم تعمية إسرائيلي.
- 1969 - فيرناندو ريدوندو، لاعب كرة قدم أرجنتيني.
- 1970 - غادة عبد الرازق، ممثلة مصرية.
- 1974 - زي روبرتو، لاعب كرة قدم برازيلي.
- 1975 - 50 سنت، مغني راب أمريكي.
- 1983 - أناهيد فياض، ممثلة فلسطينية.

## وفيات
- 1189 - هنري الثاني، ملك إنجلترا.
- 1415 - يان هوس، مفكر ديني وفيلسوف ومصلح تشيكي.
- 1535 - توماس مور، كاتب وفيلسوف إنجليزي.
- 1553 - إدوارد السادس، ملك إنجلترا.
- 1762 - بطرس الثالث، إمبراطور روسيا.
- 1854 - غيورغ زيمون أوم، عالم فيزياء ألماني.
- 1893 - غي دو موباسون، روائي فرنسي.
- 1901 - الأمير شلودفيغ، مستشار ألمانيا.
- 1934 - نستور ماخنو، لاسلطوي أوكراني.
- 1962 - ويليام فوكنر، كاتب أمريكي حائصل على جائزة نوبل في الأدب عام 1949.
- 1971 - لويس أرمسترونغ، موسيقي أمريكي.
- 1975 - أوتو سكورزيني، قائد عسكري ألماني نازي.
- 1991 - لاوال، لاعب كرة قدم نيجيري.
- 1995 - عزيز نيسين، روائي تركي.
- 1999 - خواكين رودريغو، موسيقي إسباني.
- 2004 - طوماس كلستيل، رئيس النمسا.
- 2005 - كلود سيمون، كاتب فرنسي حاصل على جائزة نوبل في الأدب عام 1985.
- 2006 - كيسي روجرز، ممثلة أمريكية.
- 2009 - ماتيو مونتكور، لاعب كرة مضرب فرنسي.
- 2012 - هاني الحسن، سياسي فلسطيني.
- 2018 - أساهارا شوكو، زعيم ومؤسس جماعة أوم شنريكيو.
- 2020 - محمد العصار، عسكري مصري ووزير الإنتاج الحربي.
- 2020 - هشام الهاشمي، عالم سياسي وناشط سلام عراقي.
- 2022 - محمد باركيندو، سياسي نيجيري، أمين عام منظمة أوبك.
- 2024 -
  - مصطفى الداسوكين، ممثل وفنان كوميدي مغربي.
  - أحمد رفعت، لاعب كرة قدم مصري.
  - ميرتا دياز بالارات، أولى زوجات الزعيم فيدل كاسترو كوبية.

## أعياد ومناسبات
- عيد الاستقلال وعيد الجمهورية في مالاوي.
- عيد الاستقلال في جزر القمر.
- عيد الاستقلال في الكاميرون.

## وصلات خارجية
- وكالة الأنباء القطريَّة: حدث في مثل هذا اليوم.
- النيويورك تايمز: حدث في مثل هذا اليوم.
- BBC: حدث في مثل هذا اليوم.